# آي إم جي عالم من المغامرات

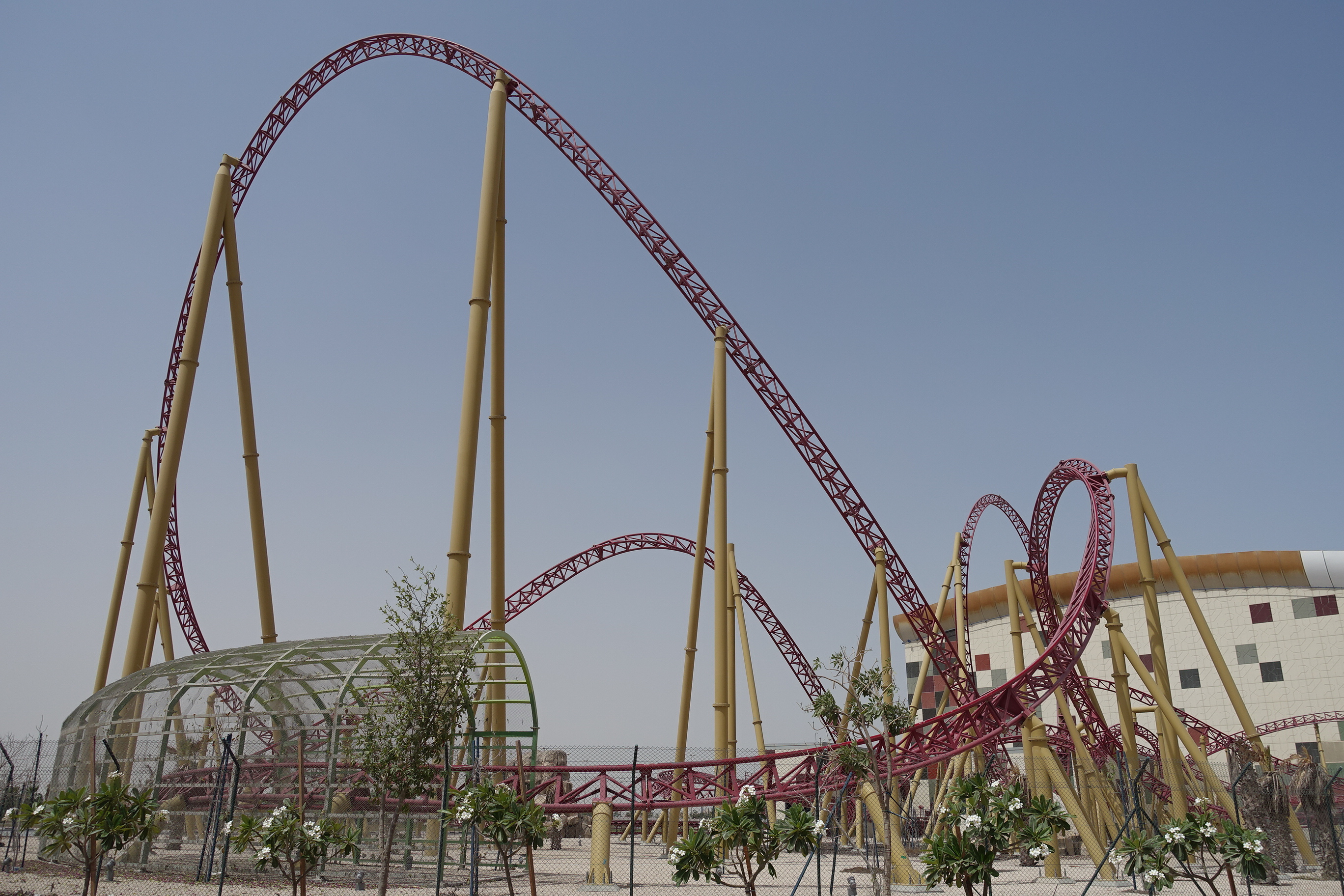
آي إم جي عالم من المغامرات

آي إم جي عالم من المغامرات هي مدينة ملاهي داخلية في مدينة دبي في الإمارات العربية المتحدة، وتُعتبر أول وجهة ترفيهية سياحية ضخمة في مدينة العرب في دبي، وهي مُقسمة إلى خمس مناطق.
تُعتبر ثاني أكبر وجهة ترفيهية داخلية يتم التحكم بدرجة حرارتها في العالم، وتغطي مساحة تزيد عن 1.5 مليون قدم مربع، ويمكن لها استقبال 20 ألف زائر في اليوم.

## تاريخ
تعود ملكية الحديقة لمجموعة إلياس ومصطفى كلداري،  وتُعتبر مجموهة فالكون الإبداعية [الإنجليزية] الشركة المصممة والمخططة للحديقة. وكانت جزء من مشروع تطوير مدينة العرب، وهو جزء من مشروع دبي لاند الذي توقف بسبب الأزمة المالية 2007–2008،  في أبريل 2014 حصلت الحديقة على قرض يبلغ 1.2 مليار درهم من بنك أبوظبي الإسلامي،  وتُقدر قيمة الحديقة بأكثر من 3.6 مليار درهم. افتتحت الحديقة رسميًا في 31 أغسطس 2016 وتُعتبر من أكثر الأماكن زيارة في دبي، حيث تضم الحديقة 17 لعبة، ومنها ألعاب مُخصصة لركوب الخيل.

## مناطق بطابع خاص
تحتوي المدينة على خمس مناطق ذات طابع خاص تسمى "مناطق ملحمية"،  وتحتوي على سينما مكونة من 12 شاشة عملاقة.

### كرتون نتورك
تُعتبر كرتون نتورك من إحدى المناطق وتستند إلى شخصيات كرتونية من كرتون نتورك، وتحتوي المنطقة على أكبر متجر وأول سينما فايف دي بن 10 في العالم، ومن مناطق الجذب فيها فتيات القوة، وبن 10، ووقت المغامرة، وعالم غامبول المدهش، ومدينة الكسالى.

### مارفل
تعتمد منطقة مارفل على شخصيات من مارفل إنترتينمنت،  ومن أهم عوامل الجذب فيها هولك، وسبايدر مان : انتقام دكتور أخطبوط، وثور، والمنتقمون.

### مغامرة ديناصورات الوادي المفقود
تُعتبر "مغامرة ديناصورات الوادي المفقود" ملكية فكرية حصرية للحديقة، وفيها يوجد ديناصورات متحركة وأفعوانية، ومن أهم عوامل الجذب فيها فيلوسيرابتور، والمنطقة المحرمة، والمفترس، ودينو كاروسيل، وقلعة المغامرة.

### آي إم جي بوليفارد
آي إم جي بوليفارد هي المنطقة الرابعة وترحب وتهيئ الضيوف للمناطق الثلاث الأخرى، وفيها عدة محلات تجارية منها: بيت السمبوسة، والنكهات العربية، وعالم الحلوى.

### نوفو سينما
في 10 مايو 2015، وقعت نوفو سينما اتفاقية مع الحديقة لافتتاح 12 دار سينما متعددة الشاشات،  وفتحت نوفو سينما أبوابها للجمهور في فبراير 2019.

### آي إم جي منطقة الأطفال
هي العالم السادس والأخير، وهي عبارة عن ملعب مغامرات قابل للنفخ يستهدف الأطفال الصغار.

## أنظر أيضا
- دبي لاند
- عالم فيراري

## روابط خارجية
- الموقع الرسمي
- Construction updates
- Img World Annual Passes Update
- Img World of Legends Theme Update
- Casting for performers at Dubai’s IMG Worlds of Adventure
- Novo Cinema in IMG World of Legends Theme Park Update